# 良二世
聖良二世（拉丁語：Sanctus Leo PP. II；？—683年）於682年8月17日至683年7月3日在位為教宗。

## 譯名列表
- 二世：天主教香港教區禮儀委員會：禧年專頁 （页面存档备份，存于）、香港天主教教區檔案　歷任教宗作。
- 利奧二世：《大英簡明百科知識庫》2005年版[永久]作利奧。
- 利奧二世、列奧二世或萊奧二世：《世界人名翻譯大辭典》1993年版作利奧。
- 雷歐二世：國立編譯舘[永久]作雷歐。